# 絲背線翼鯰
絲背線翼鯰為輻鰭魚綱鯰形目海鯰科的其中一種，分布於印度西太平洋區，從印度到澳洲半鹹水域、海域，體長可達45公分，棲息在沿海、河口區，屬肉食性，以無脊椎動物及小魚為食，可作為食用魚。

## 擴展閱讀
維基物種上的相關：絲背線翼鯰